# Wyspy Tokelau

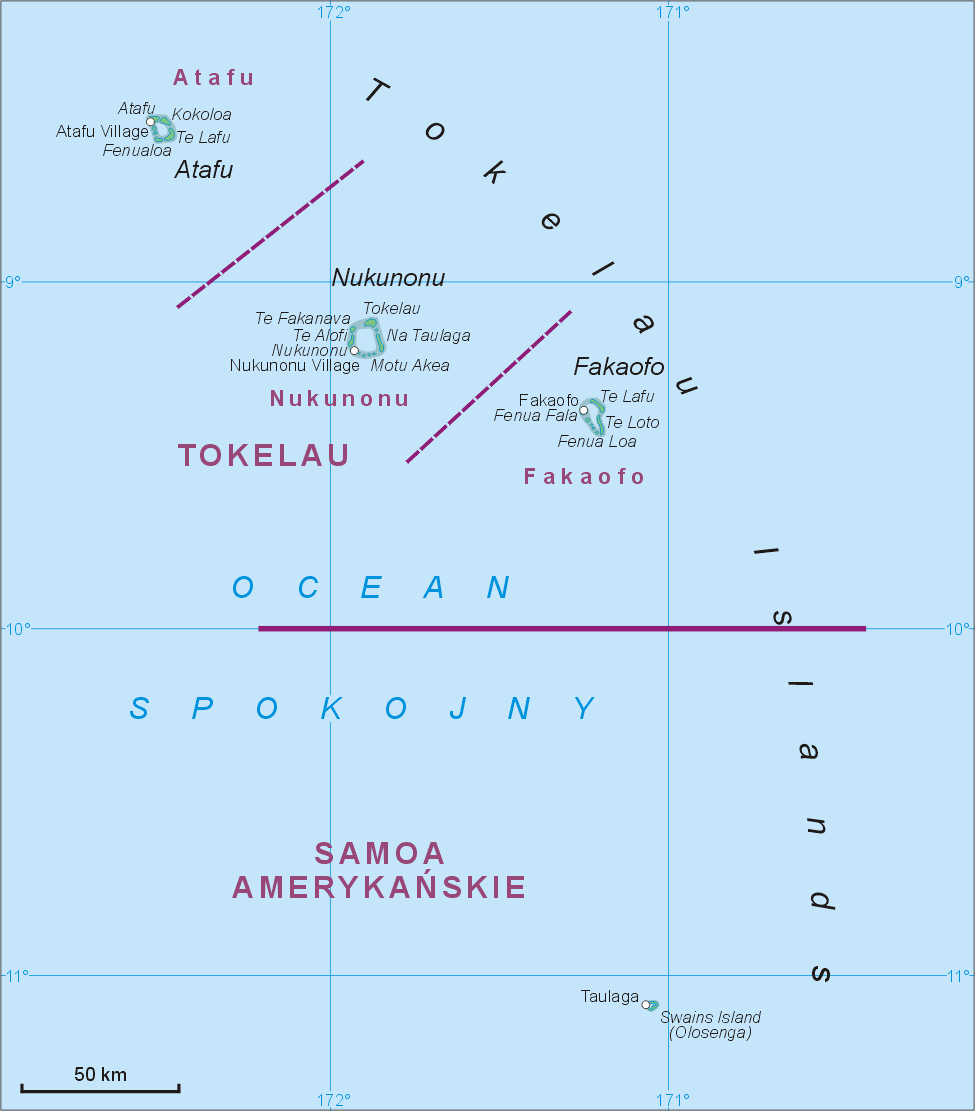
Mapa wszystkich czterech wysp wchodzących w skład archipelagu Tokelau

Wyspy Tokelau – grupa wysp koralowych na Oceanie Spokojnym, w południowo-zachodniej Polinezji. Obejmuje cztery atole: Nukunonu, Fakaofo, Atafu, Swains Island.
Powierzchnia wysp wynosi 13,5 km², zamieszkuje je 1429 osób (2006).
Wyspy zostały odkryte w 1765 przez żeglarzy angielskich. Od 1889 stanowiły brytyjski protektorat nazwany Union Group. W 1916 zostały włączone do kolonii Wyspy Gilberta i Ellice (Gilbert and Ellice Islands). W 1925 wyspę Swains zajęły Stany Zjednoczone i włączyły ją w skład Samoa Amerykańskiego, wysunęły również roszczenia do pozostałych wysp archipelagu. W tym samym roku Brytyjczycy przekazali administracje nad wyspami Nowej Zelandii, która zarządzała nimi z Samoa Zachodniego (wówczas również terytorium zależnego Nowej Zelandii). W 1946 roku zmieniono nazwę wysp na Tokelau Islands, a od 1949 stanowią osobne terytorium zależne Nowej Zelandii od 1976 roku zwane Tokelau.
W 1979 roku Nowa Zelandia podpisała traktat ze Stanami Zjednoczonymi, w wyniku którego Stany Zjednoczone uznały zwierzchnictwo Nowej Zelandii nad trzema wyspami tworzącymi obecnie terytorium Tokelau, Nowa Zelandia uznała zaś aneksje przez Stany Zjednoczone wyspy Swains. Traktat ten Nowa Zelandia ratyfikowała w 1981, a Stany Zjednoczone w 1983.

## Religia
- Protestantyzm: 65,3%:
  - Kalwinizm: 63,3%
  - Zielonoświątkowcy: 0,9%
- Katolicyzm: 32%
- Bahaizm: 1%[1]